# Анісково
Ані́сково (рос. Анисково, марій. Онискасола) — присілок у складі Оршанського району Марій Ел, Росія. Входить до складу Шулкинського сільського поселення.

## Населення
Населення — 2 особи (2010; 41 у 2002).
Національний склад (станом на 2002 рік):
- марі —78 %